# BeamForming
BeamForming чи Transmit BeamForming (TxBF) — технологія формування діаграми спрямованості антенної решітки на основі інтерференції хвиль, коли дві чи більше хвилі накладаються одна на одну, внаслідок чого в певному нарямку спостерігається підсилення результуючої хвилі, а в інших напрямках — її послаблення. Ефективно реалізується в цифрових антенних решітках за допомогою вагової обробки сигналів.

## Алгоритм роботи та опис
Ефект інтерференції хвиль наочно можна спостерігати, якщо одночасно кинути у воду два камені поблизу один від одного: поверхневі хвилі від цих каменів у якомусь місці гаситимуть одна одну, а десь підсилюватимуть.
Так само радіохвилі, що передаються з різних антен (точніше — передавачів) точки бездротового доступу, в кожній точці простору накладаються одна на одну.
Відповідно, у просторі є такі місця, де накладання амплітуд хвиль дає максимальний рівень сигналу (інтерференційний максимум), а є такі місця, де амплітуди протилежні — сигнал тут буде мінімальним (інтерференційний мінімум).
Без використання Tx BeamForming усі передавачі точки бездротового доступу випромінюють синфазні сигнали.
У такому випадку клієнтський пристрій може опинитися як в місцезнаходженні з максимальним рівнем сигналу, так і в місцезнаходженні з мінімальним сигналом.
У разі використання технології Tx BeamForming один з передавачів задає «базові» коливання хвилі, а інші передавачі «підлаштовують» свій сигнал шляхом зсуву фаз, щоб сумарна амплітуда сигналів від усіх антен точки бездротового доступу була максимальною безпосередньо в місцезнаходженні приймальної антени клієнтського пристрою.
У такий спосіб продуктивність бездротової мережі поліпшується.
Для роботи Tx BeamForming точка бездротового доступу обмінюється з клієнтом службовою інформацією про стан середовища за допомогою механізму, що зветься sounding (зондування).
Точка бездротового доступу (beamformer) відправляє анонс NDPA (NDP Announcement) з інформацією про те, кому цей анонс призначено.
Далі beamformer відправляє пакет NDP (Null Data Packet) і очікує у відповідь звіт від клієнтського пристрою (feedback matrix).
Виходячи з інформації у цьому звіті, точка бездротового доступу обчислює потрібні фазові зсуви сигналів, що випромінюються з різних її антен, для створення інтерференційного максимуму саме в місці розташування цього конкретного клієнтського пристрою.

## Використання
Використання технології Transmit BeamForming передбачено в стандарті IEEE 802.11ас як «опціональна» (не обов'язкова) функція.
Слід наголосити, що для роботи Tx BeamForming бездротові клієнти неодмінно мають підтримувати функцію зворотного зв'язку з точкою бездротового доступу.
Tx BeamForming не слід плутати з BeamFlex — запатентованою фірмовою технологією компанії Ruckus Wireless.
Очікується, що технологія BeamForming буде використана в мережах мобільного зв'язку 5G. Потреба у використанні BeamForming виникла через проблеми, спричинені інтерференцією хвиль від потужніших базових станцій (англ. massive MIMO), які працюватимуть із радіохвилями міліметрового діапазону.